# Карбонат калия-натрия
Карбонат калия-натрия — неорганическое соединение,
соль калия, натрия и угольной кислоты с формулой KNaCO3,
бесцветные кристаллы,
растворяется в воде,
образует кристаллогидраты.

## Получение
- Упаривание стехиометрических количеств карбонатов калия и натрия.

## Физические свойства
Карбонат калия-натрия образует бесцветные кристаллы.
Хорошо растворяется в воде.
Образует кристаллогидрат состава KNaCO3•6H2O.

## Применение
- Ускоритель схватывания и твердения обычных и быстро-твердеющих цементов.
- Химический анализ.